# Lỗ Huệ công
Lỗ Huệ công (chữ Hán: 魯惠公, trị vì 768 TCN-723 TCN), tên thật là Cơ Phất (姬弗), là vị vua thứ 13 của nước Lỗ - chư hầu nhà Chu trong lịch sử Trung Quốc.

## Sự nghiệp
Cơ Phất Niết là con trai của Lỗ Hiếu công. Năm 769 TCN, Lỗ Hiếu công qua đời, Phất Niết lên kế vị, tức là Lỗ Huệ công.
Vợ chính của Lỗ Huệ công là Mạnh Tử không có con, người vợ thứ là Thanh Tử sinh được con là Cơ Tức Cô. Khi Tức Cô trưởng thành, Huệ công lấy con gái Tống Vũ công là Trọng Tử cho con; nhưng vì người con gái nước Tống có nhan sắc, Huệ công lại cướp làm vợ mình, và sinh ra con thứ là Cơ Doãn.
Huệ công yêu mẹ Doãn, phong Trọng Tử làm phu nhân và phong Doãn làm thế tử.
Năm 723 TCN, Lỗ Huệ công mang quân giao chiến với nước Tống, đánh bại quân Tống ở đất Hoàng.
Cùng năm, Lỗ Huệ công mất. Ông làm vua được 46 năm. Vì Cơ Doãn vẫn còn nhỏ, người nước Lỗ lập Cơ Tức Cô lên nối ngôi, tức là Lỗ Ẩn công.